# Shahtoosh

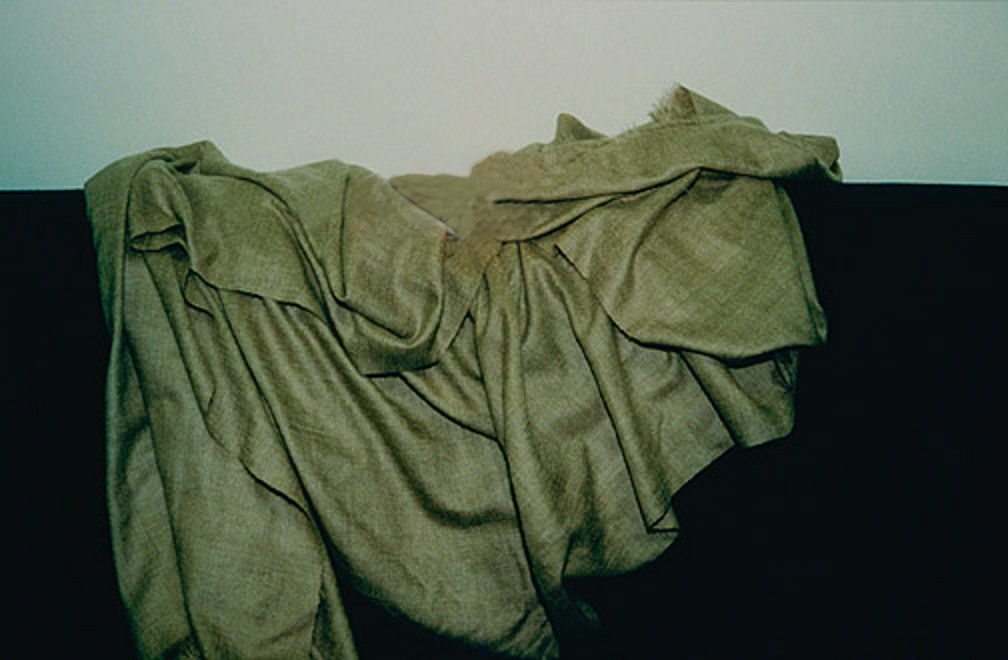

Le shahtoosh  (du persan shah tush, signifiant roi des laines) est une écharpe de laine avec pour origine la toison de l'antilope du Tibet. Sa rareté et ses qualités en font une laine très prisée.

## Présentation
L’antilope du Tibet est présente essentiellement dans le Changtang, sur le plateau tibétain en Chine. Quatre antilopes du Tibet sont nécessaires pour fabriquer une écharpe de laine en shahtoosh. Les antilopes du Tibet, espèce menacée,  doivent être tuées pour que leur laine soit prélevée. Le commerce et l’importation de shahtoosh sont interdits depuis 1979, sauf pour les produits déjà sur le marché avant 1975.